# Sandra Moneo
María Sandra Moneo Díez (Miranda de Ebro, Burgos, 14 de julio de 1969) es una política española del Partido Popular (PP).

## Biografía
Obtuvo la licenciatura en Derecho y completó un Programa de Liderazgo para la Gestión Pública en el IESE Business School.
Está casada y es madre de dos hijas.

## Trayectoria política
Su carrera política comenzó en el ámbito local, siendo concejala y, posteriormente, teniente de alcalde en el Ayuntamiento de Miranda de Ebro.
En 1996, fue elegida diputada por Burgos, cargo que ocupa hasta la actualidad, que ha renovado en las sucesivas legislaturas, participando activamente en diversas comisiones parlamentarias. Actualmente es la presidenta de la Comisión de Ciencia, Innovación y Universidades del Congreso de los Diputados.
Es miembro del Comité Ejecutivo Nacional del Partido Popular.